# Spark-Renault SRT 01E
Spark-Renault SRT_01E é um monoposto de corrida com propulsão elétrica, desenvolvido para a temporada inaugural da Fórmula E. O carro é o resultado de uma colaboração de 10 meses entre Spark Racing Technology, McLaren Electronic Systems, Williams Advanced Engineering, Dallara e Renault.
O modelo foi apresentado no dia 10 de setembro de 2013 durante o 65º Salão do Automóvel de Frankfurt, Alemanha e sucede o Formulec EF01, protótipo que serviu de pontapé inicial para o projeto.
O motor elétrico que impulsiona o monoposto foi construído pela McLaren Electronic Technologies originalmente para o carro de estrada McLaren P1, pesa apenas 26 kg e produz mais de 250 cavalos de força.
O monoposto foi usado até o final da quarta temporada da Fórmula E, em 2018, sendo substituído pelo SRT05e.